# Newtonia grandifolia
Newtonia grandifolia är en ärtväxtart som beskrevs av Villiers. Newtonia grandifolia ingår i släktet Newtonia och familjen ärtväxter. Inga underarter finns listade i Catalogue of Life.